# Насролла Абдоллахі
Насролла Абдоллахі (перс. نصرالله عبداللهی; нар. 2 вересня 1951, Ахваз, Іран) — іранський футболіст та тренер, виступав на позиції захисника.

## Клубна кар'єра
Народився 2 вересня 1951 року в місті Ахваз. Футболом розпочав займатися пізно, проте швидко став одним з найкращих захисників іранського футболу. Футбольну кар'єру розпочав у «Гуарді». У 1970 році перейшов у «Тадж». У складі команди наступного року виграв чемпіонат Ірану, а в 1974 році разом з командою завоював срібні нагороди чемпіонату.
По завершенні сезону 1974 року перебрався до «Рах Ахану», проте вже в 1976 році опинився в «Шахіні». Разом з тегеранським клубом завоював бронзові нагороди чемпіонату 1976/77 років та Кубок Тегерану 1981 року. В «Шахіні» належав до числа провідних захисників команди та улюбленців місцевих вболівальників. Наприкінці кар'єри гравця був незмінним капітаном команди.

## Кар'єра в збірній
Учасник Олімпійських ігор 1976 року в Монреалі, на яких Іранська збірна дійшла до чвертьфіналу. Також зіграв у всіх 3-х матчах іранської збірної на чемпіонаті світу 1978 року. З 1976 по 1980 рік у національній команді провів 39 матчів; разом зі збірною виграв Кубок Азії, а на Кубку Азії 1980 року будучи капітаном команди допоміг завоювати бронзові нагороди змагання.

## Кар'єра тренера
По завершенні кар'єри гравця розпочав тренерську діяльність. Залишився в «Шахіні», який тренував до 1988 року. Під час роботи Нассера Хеджазі на посаді головного тренера «Естеґлаля» працював у його тренерському штабі, а з 1994 по 1995 рік — головним тренером команди. У 1997 році очолив «Сайпу», в якому пропрацював до 2000 року.

## Титули і досягнення
- Володар Кубка Азії: 1976
- Бронзовий призер Кубка Азії: 1980